# Vodní hrad

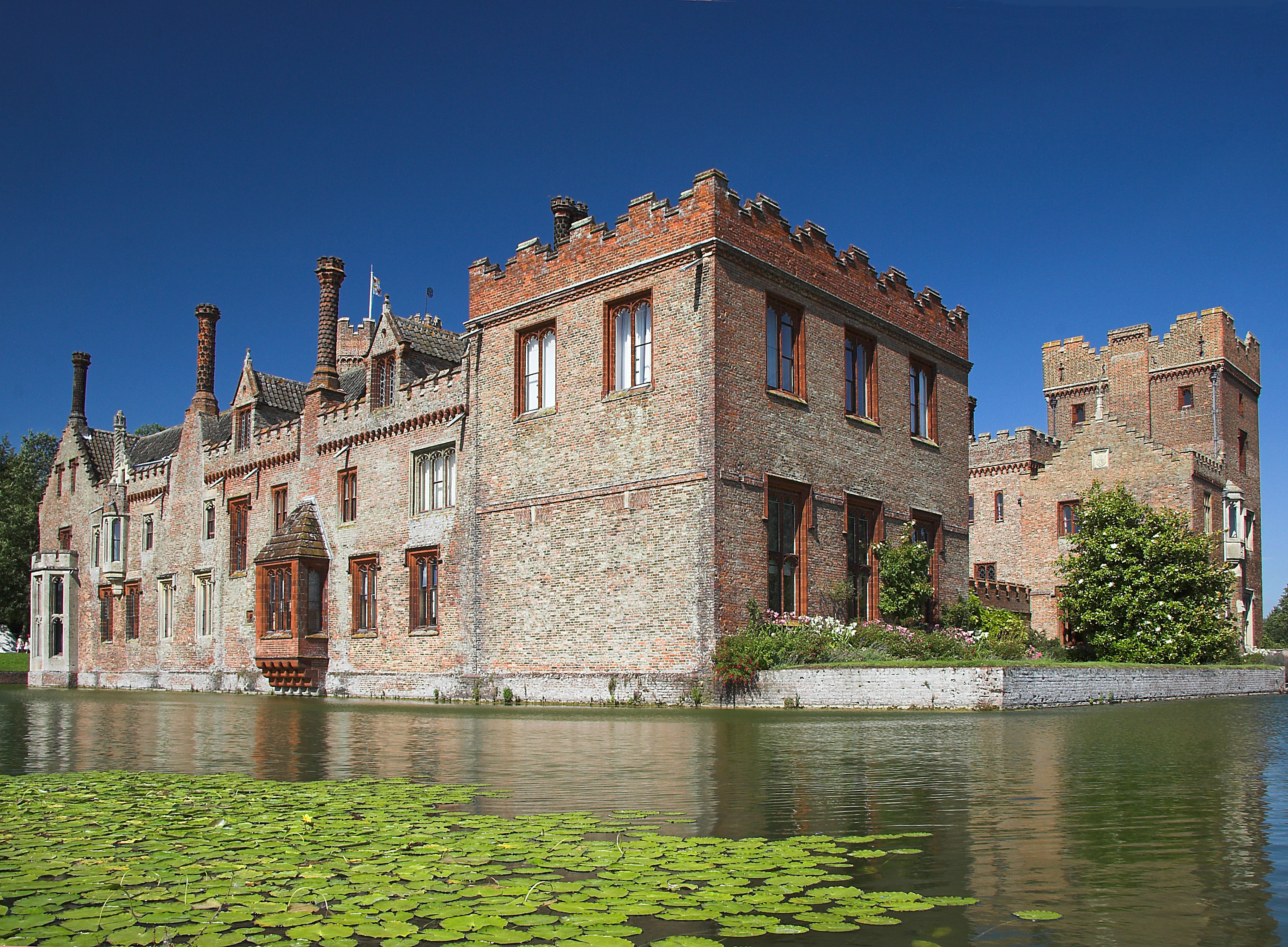
Oxburg Hall

Vodní hrad je hrad s vnějšími zdmi obklopenými příkopem s vodou nebo vodní plochou. Obklopující voda sloužila jako obranný prvek.

## Původ
Vodní hrady byly nejčastěji stavěny v rovinaté krajině. Byly běžně rozšířeny od začátku středověku. Původní vodní hrady byly stavěny ke ztížení útoku nepřátel. Obklopující vodní plocha také sloužila v dobách sucha jako zdroj vody, ryb či primitivní kanalizace. Hrad měl pouze jeden vchod, přístupný po padacím mostě, který se na noc či v případě hrozícího nebezpečí zvedal ke zvýšení bezpečnosti. Některé vodní hrady byly konstruovány více jako pevnosti. Typické bylo využití přírodního nebo umělého jezera s hradem stoupajícím více či méně přímo z vody ve tvaru ostrova nebo poloostrova. V menším počtu staveb je voda více opevněním než obranou proti lupičům nebo vzpouře. Jako příklad je možno uvést hrad Cornet v Guernsey, kde funkcí jezera je spodobnění moře.
V pozdějším období bylo rozšíření v zásadě pevnostní, navržené k odolnosti proti útoku dělostřelby, nicméně vodní plochy byly využity i k ochraně před bouřemi, například bastionová pevnost v Olomouci.
Časem byly mnohé opevněné hrady přeměněny na zámky, paláce, hotely nebo velké rezidence, upravené k pobytů hostů nebo místo k bydlení.

## Známé příklady vodních hradů

### Belgie
- Alden Biesen, umístěný poblíž Hasseltu

### Česká republika

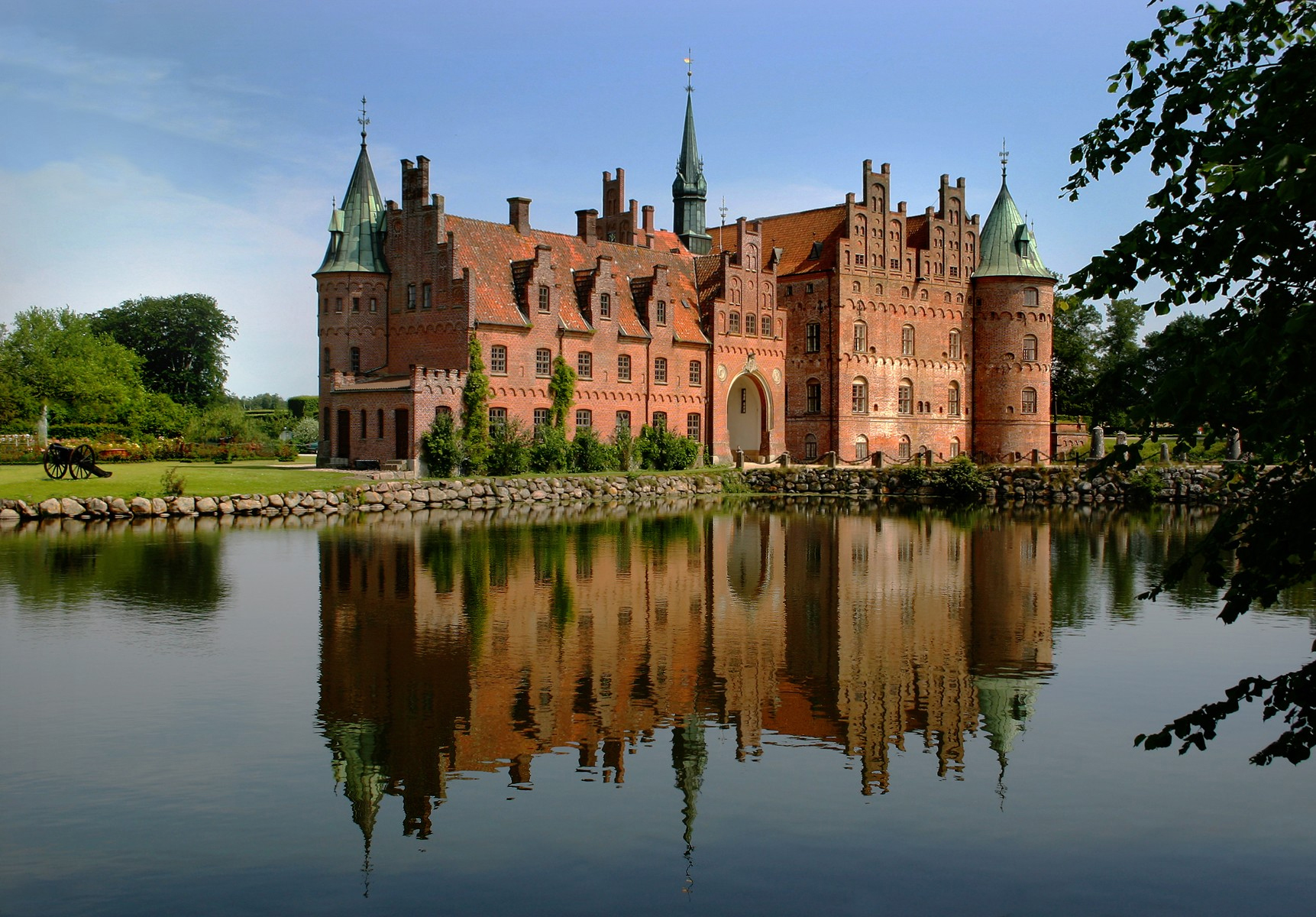
Egeskov

- Blatná
- hrad Budyně nad Ohří
- Červená Lhota
- Lipý
- Švihov
- Vildštejn
- vodní hrad Chlumec nad Cidlinou

### Dánsko
- Egeskov ve středním Funenu

### Litva
- ostrovní hrad Trakai ve stejnojmenném městě

### Německo
- zámek Brennhausen, Sulzdorf an der Lederhecke, Bavorsko
- zámek Dyck, Jüchen, Severní Porýní-Vestfálsko
- hrad Gudenau, Wachtberg, Severní Porýní-Vestfálsko
- zámek Klaffenbach, Chemnitz, Sasko
- zámek Moritzburg, Moritzburg, Sasko
- hrad Mespelbrunn, Mespelbrunn, Bavorsko
- hrad Vischering, Lüdinghausen, Severní Porýní-Vestfálsko
- hrad Schwerin, Schwerin, Meklenbursko-Přední Pomořansko
- zámek Dům Kambach, Eschweiler, Severní Porýní-Vestfálsko
- zámek Bad Rappenau, Bad Rappenau, Bádensko-Württembersko

### Nizozemsko
- Muiderslot, Muiden, (15 km od Amsterodamu)
- hrad Loevestein, Zaltbommel, soutok řek Máza a Waal
- hrad Doornenburg, Doornenburg, na Rýnu
- hrad Doorwerth, Renkum, na Rýnu
- Menkemaborg, Eemsmond, severní Groningen
- hrad Croy, Laarbeek, Severní Brabantsko
- hrad Duivenvoorde, Voorschoten, mezi Haagem a Leidenem

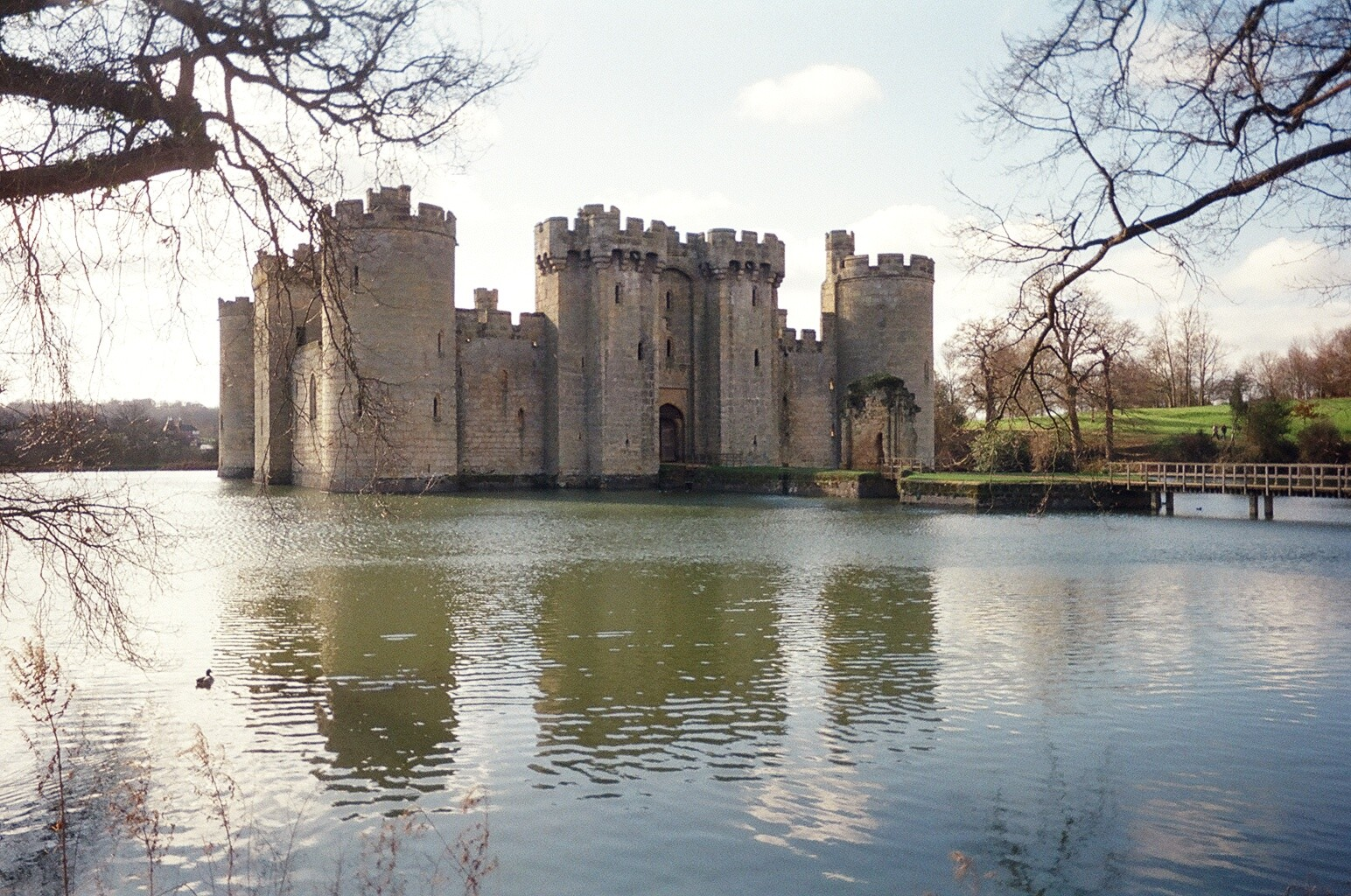
Bodiam

### Rakousko
- vodní zámek Anif
- zámek Pottenbrunn
- vodní hrad Heidenreichstein

### Velká Británie
- Bodiam ve Východním Sussexu
- Leeds v Kentu
- Caerphilly ve Walesu
- Cornet na ostrově Guernsey